# Diocesi di Morombe
La diocesi di Morombe (in latino Dioecesis Morombensis) è una sede della Chiesa cattolica in Madagascar suffraganea dell'arcidiocesi di Toliara. Nel 2023 contava 52.261 battezzati su 742.255 abitanti. È retta dal vescovo Jean Désiré Razafinirina.

## Territorio
La diocesi comprende i distretti di Manja, Ankazoabo, Beroroha e Morombe nella provincia di Toliara in Madagascar.
Sede vescovile è la città di Morombe, dove si trova la cattedrale del Sacro Cuore di Gesù.
Il territorio è suddiviso in 17 parrocchie.

## Storia
La diocesi è stata eretta il 25 aprile 1960 con la bolla Africae gentes di papa Giovanni XXIII, ricavandone il territorio dalla diocesi di Morondava.
Originariamente suffraganea dell'arcidiocesi di Fianarantsoa, il 3 dicembre 2003 è entrata a far parte della provincia ecclesiastica di Toliara.

## Cronotassi dei vescovi
Si omettono i periodi di sede vacante non superiori ai 2 anni o non storicamente accertati.
- Joseph Zimmermann, M.S.F. † (28 maggio 1960 - 4 dicembre 1988 deceduto)
- Alwin Albert Hafner, M.S.F. † (15 maggio 1989 - 15 luglio 2000 dimesso)
- Zygmunt Robaszkiewicz, M.S.F. (24 aprile 2001 - 19 novembre 2022 nominato vescovo di Mahajanga)
- Jean Désiré Razafinirina, dal 12 febbraio 2024

## Statistiche
La diocesi nel 2023 su una popolazione di 742.255 persone contava 52.261 battezzati, corrispondenti al 7,0% del totale.
| anno | popolazione | popolazione | popolazione | presbiteri | presbiteri | presbiteri | presbiteri                | diaconi | religiosi | religiosi | parrocchie |
| anno | battezzati  | totale      | %           | numero     | secolari   | regolari   | battezzati per presbitero | diaconi | uomini    | donne     | parrocchie |
| ---- | ----------- | ----------- | ----------- | ---------- | ---------- | ---------- | ------------------------- | ------- | --------- | --------- | ---------- |
| 1970 | 11.924      | 145.006     | 8,2         | 18         |            | 18         | 662                       |         | 21        | 19        |            |
| 1980 | 14.889      | 145.000     | 10,3        | 19         |            | 19         | 783                       |         | 22        | 18        |            |
| 1990 | 20.682      | 189.387     | 10,9        | 12         |            | 12         | 1.723                     |         | 14        | 21        |            |
| 1996 | 27.900      | 280.400     | 10,0        | 12         |            | 12         | 2.325                     |         | 13        | 32        |            |
| 2000 | 27.410      | 276.022     | 9,9         | 14         | 1          | 13         | 1.957                     |         | 14        | 43        |            |
| 2001 | 30.237      | 375.015     | 8,1         | 16         | 1          | 15         | 1.889                     |         | 16        | 44        |            |
| 2002 | 31.206      | 387.263     | 8,1         | 15         | 1          | 14         | 2.080                     |         | 15        | 43        |            |
| 2013 | 39.507      | 554.000     | 7,1         | 28         | 15         | 13         | 1.410                     |         | 15        | 38        | 12         |
| 2016 | 42.922      | 660.509     | 6,5         | 32         | 20         | 12         | 1.341                     |         | 15        | 36        | 13         |
| 2019 | 51.846      | 686.843     | 7,5         | 39         | 27         | 12         | 1.329                     |         | 22        | 37        | 16         |
| 2021 | 53.769      | 711.850     | 7,6         | 41         | 27         | 14         | 1.311                     |         | 28        | 37        | 17         |
| 2023 | 52.261      | 742.255     | 7,0         | 42         | 26         | 16         | 1.244                     |         | 21        | 37        | 17         |